# Moon Kim
Moon Kim Malonson (* 1931 in Korea; † 2. Januar 2008 in Apopka) war eine US-amerikanische Rock-’n’-Roll-Sängerin.

## Leben
Ok Doo Ok, so ihr koreanischer Name, war bereits seit 1947 in ihrer Heimat als Sängerin bekannt. Ende der 1940er Jahre wanderte sie in die USA aus und besuchte dort ein College. Um 1954 absolvierte sie eine journalistische Ausbildung. 1957 wurde sie von der US-Plattenfirma RCA Victor unter Vertrag genommen und veröffentlichte zwei Singles.
Ihre erste Single mit dem Song Oriental Hop erschien 1957 auf US-RCA 47-7196 und wurde in Deutschland auf dem TELDEC-Label RCA veröffentlicht, allerdings ohne nennenswerte Verkaufsresonanz. Ihre zweite Single floppte, was RCA Victor dazu bewog, Moon Kims Plattenvertrag nicht zu verlängern.
Moon Kim hatte um 1957 Auftritte in den US-amerikanischen TV-Shows von Perry Como und Ed Sullivan. Nach ihrer Tätigkeit als Musikerin arbeitete sie ab 1959 beim US-Magazin Voice of America als Reporterin.
Seit den 1970er Jahren lebte sie auf den Bahamas, wo sie sich als Sozialarbeiterin Waisen- und Straßenkindern widmete. Moon Kim verstarb im Januar 2008 im Kreis ihrer Pflegekinder auf den Bahamas.